# Dusona longigenata
Dusona longigenata är en stekelart som beskrevs av Gupta 1977. Dusona longigenata ingår i släktet Dusona och familjen brokparasitsteklar. Inga underarter finns listade i Catalogue of Life.